# DeRidder
DeRidder è un comune degli Stati Uniti d'America, situato nello Stato della Louisiana, in particolare nella parrocchia di Beauregard, della quale è il capoluogo. Una piccola porzione della città è situata nella parrocchia di Vernon.